# Lucía Zárate
Pour les articles homonymes, voir Zarate.
Lucía Zaráte, née le 2 janvier 1864 et morte le 15 janvier 1890, est une artiste mexicaine atteinte de nanisme qui se produisit dans des spectacles. Zaráte est la première personne à avoir été identifiée avec le nanisme primordial ostéodysplasique de Majewski de type II . Elle a été inscrite au Guinness World Records comme « l'adulte le plus léger enregistré », pesant 4,7 livres (2,1 kg) à l'âge de 17 ans.

## Biographie
Elle est née à Veracruz, au Mexique, et vit à l'Agostadero (plus tard Zempoala). Sa famille appartient à la classe moyenne aisée. À sa naissance, elle mesure 17 cm et les médecins lui donnent peu de chance de survie. Elle est l'aînée d'une fratrie de quatre enfants. Ses frères et sœurs auront une croissance normale.
Selon un article de 1894 dans Strand Magazine, Zaráte a atteint sa pleine croissance à l'âge d'un an. 

### Carrière

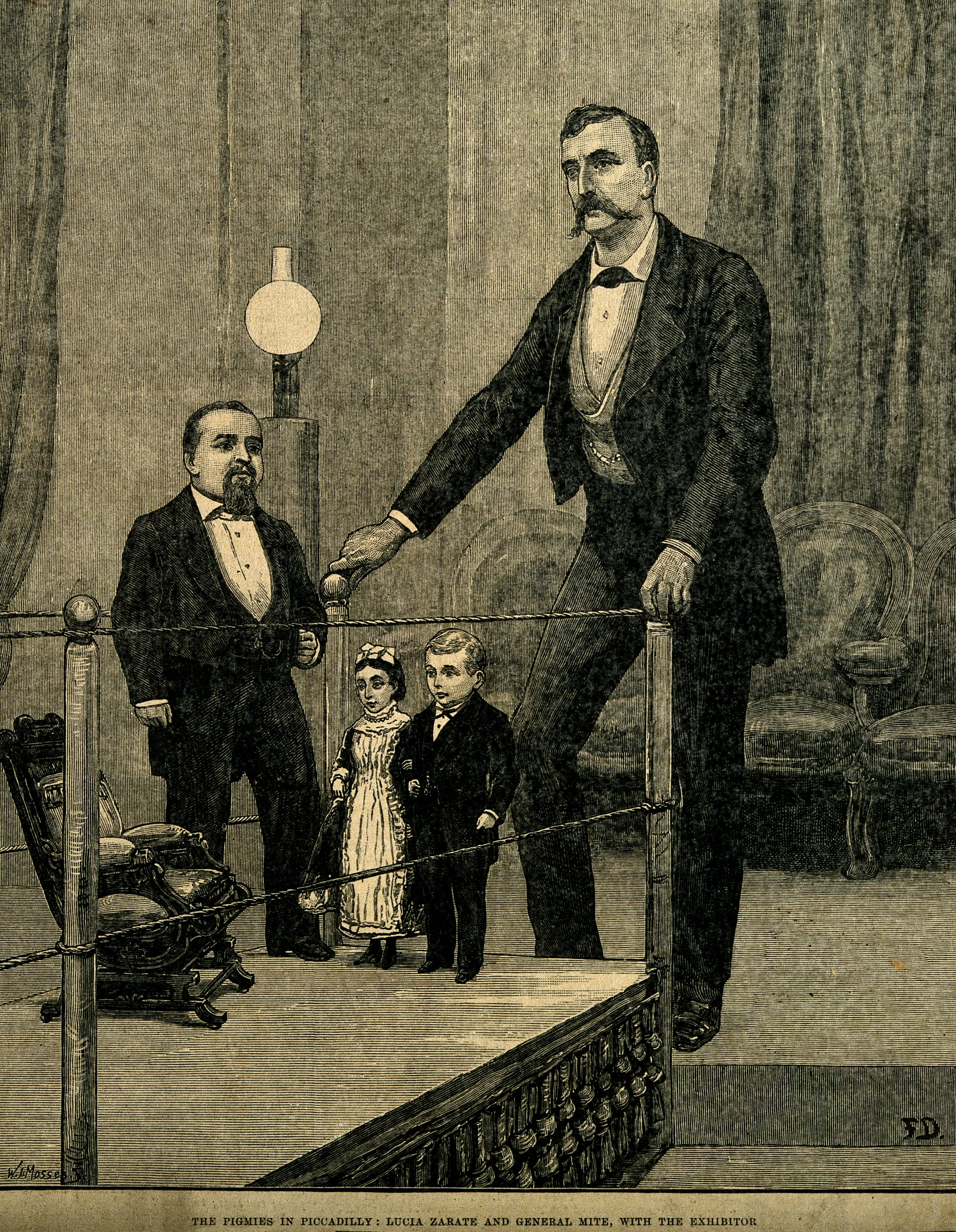
Lucía Zárate et le General Mite.

À douze ans, Zaráte quitte le Mexique pour les États-Unis, où elle est exposée pour sa petite taille. Elle travaille d'abord dans le cadre d'un groupe présenté sous le nom de « Fairy Sisters », puis s'associe à Francis Joseph Flynn (en) (présenté sous le nom de scène « General Mite ») pour s'exposer à l'échelle internationale. En 1889, elle est présentée dans le Washington Post comme la « merveilleuse naine mexicaine » et décrite comme « un aimant minuscule mais tout puissant pour attirer le public ».
Un livre de 1876, publié par l'Université d'Oxford, parle d'une visite à Zaráte effectuée par plusieurs professionnels de la santé, qui n'ont pu vérifier avec certitude qu'elle avait douze ans. Mais ils ont affirmer grâce à son développement dentaire qu'elle avait au moins six ans. À l'époque, sa hauteur est mesurée à 20 pouces (51 cm), son mollet à 4 pouces (10 cm) de circonférence, soit 1 pouce (2,5 cm) de plus que le pouce d'un homme adulte moyen. Elle vivait avec ses parents à l'époque et s'est avérée être en bonne santé et intelligente, capable de parler un peu anglais en plus de l'espagnol, sa langue d'origine.

### Mort
Elle meurt d'hypothermie en 1890 après que le train de son cirque se soit retrouvé bloqué dans les montagnes enneigées de la Sierra Nevada,.

## Héritage
Depuis septembre 2011, sa maison familiale, Casa Grande (Grande Maison) est ouverte au public en tant que musée historique.

## Publications
- (es) Cecilia Velástegui (roman), Lucía Zárate, Libros Publishing, 2017, 278 p. (ISBN 978-0-9906-7138-1)